# Kod stałopozycyjny
Zapis stałoprzecinkowy albo stałopozycyjny (ang. fixedpoint) – jeden ze sposobów zapisu liczb ułamkowych stosowanych w informatyce. Do zapisu liczby stałoprzecinkowej przeznaczona jest z góry określona ilość cyfr dwójkowych (bitów), a pozycję przecinka ustala się arbitralnie, w zależności od wymaganej dokładności.
Na przykład: mając do dyspozycji słowo 32-bitowe, można wydzielić 24 bity na część całkowitą, 8 bitów na część ułamkową, albo po 16 bitów na część całkowitą i ułamkową, albo 30 bitów na część całkowitą i zostawić tylko 2 bity do zapisu części ułamkowej.
Podziału na część całkowitą i ułamkową dokonuje arbitralnie projektant systemu lub programista, który przewiduje z jak dużymi liczbami całkowitymi lub z jak dużą dokładnością obliczenia będą wykonywane. Zwiększanie precyzji liczby to zmniejszanie zakresu, gdyż bity które mają reprezentować część ułamkową (stać za przecinkiem) nie mogą już reprezentować wartości całkowitych. Stwierdzenie odwrotne również jest prawdziwe: zwiększanie zakresu (całkowitoliczbowego) to zmniejszanie precyzji (mniej bitów do dyspozycji na opisanie części ułamkowej).
W skrajnych wypadkach możliwa jest sytuacja kiedy przecinek będzie stał poza znaczącymi cyframi liczby. Jeśli będzie on z lewej strony, zakres będzie mniejszy od 1, jeśli z prawej – precyzja będzie większa lub równa 1 (równość wystąpi, kiedy przecinek będzie stał bezpośrednio za cyframi znaczącymi, czyli będą to zwykłe liczby całkowite).

## Zakresy liczb
Wartość liczby stałoprzecinkowej jest określana tak jak w pozycyjnym systemie liczbowym. Wagi bitów części całkowitej mają wartości (kolejno, od najbardziej znaczącego bitu): {\displaystyle 2^{k-1}\dots 2^{0},} natomiast wagi bitów części ułamkowej mają wartości: {\displaystyle 2^{-1}\dots 2^{-n}.} Dokładność reprezentacji wynosi {\displaystyle 2^{-n}/2,} czyli jest równa połowie wadze najmniej znaczącego bitu części ułamkowej. Wynika to z faktu, że zaokrąglenie będzie zawsze wynosiło co najwyżej połowę najmniej znaczącego bitu.
Na przykład jeśli na część całkowitą zostaną przeznaczone 4 bity {\displaystyle (k=4),} natomiast na część ułamkową 2 bity {\displaystyle (n=2),} wówczas:
- wartość maksymalna:

1111,112 = 2³ + 2² + 21 + 20 + 2−1 + 2−2 = 15,7510
- wartość minimalna:

0000,012 = 2−2 = 0,2510
- przykładowa liczba:

1011,102 = 2³ + 21 + 20 + 2−1 = 11,510

## Praktyczna realizacja arytmetyki stałoprzecinkowej
Zapis stałoprzecinkowy ma tę zaletę, że arytmetyka stałoprzecinkowa może zostać zrealizowana za pomocą działań całkowitoliczbowych. Dzięki temu działania na ułamkach są do realizowania tam, gdzie nie ma możliwości użycia liczb zmiennoprzecinkowych: na procesorach bez jednostki zmienoprzecinkowej, na prostych mikrokomputerach lub w programach używających rozkazów MMX. Zapis stałoprzecinkowy był także powszechnie stosowany, gdy jednostka zmiennoprzecinkowa procesora była nie dość wydajna, a jednocześnie nie była potrzebna wysoka dokładność obliczeń, np. w szybkich procedurach graficznych.
Jeśli obliczyć wartość liczby stałoprzecinkowej {\displaystyle x} w naturalnym kodzie dwójkowym, wartość ta wyniesie {\displaystyle x2^{n}.} Wówczas działania całkowitoliczbowe mają postać:
- Dodawanie/odejmowanie: {\displaystyle a2^{n}\pm b2^{n}=(a\pm b)2^{n}} – wynik nie wymaga korekty, jest to zapis stałoprzecinkowy z założoną dokładnością.
- Mnożenie: {\displaystyle a2^{n}b2^{n}=ab2^{2n}} – wynik wymaga korekty, należy podzielić go przez {\displaystyle 2^{n},} aby uzyskać postać {\displaystyle x2^{n}.}
- Dzielenie całkowitoliczbowe. W tym przypadku dzielną {\displaystyle a} należy przemnożyć przez czynnik {\displaystyle 2^{n}} przed wykonaniem dzielenia i wówczas: {\displaystyle a2^{2n}/b2^{n}=(a/b)2^{n}.}

Mnożenie i dzielenie przez potęgę dwójki, w tym przypadku {\displaystyle 2^{n},} jest równoważne przesunięciu bitowemu odpowiednio w lewo bądź prawo o {\displaystyle n} bitów; operacja ta jest bardzo szybka.